# Friedrich Gerstäcker
Friedrich Gerstäcker (Hamburgo, 10 de maio de 1816 – Braunschweig, 31 de maio de 1872) foi um explorador aventureiro e escritor alemão.

## Biografia
Quando tinha apenas vinte e um anos Friedrich viajou aos Estados Unidos, aventurando-se pelo território americano durante seis anos seguidos, em que foi do Canadá ao Texas, do Arkansas à Louisiana, voltando então para a Alemanha em 1843.

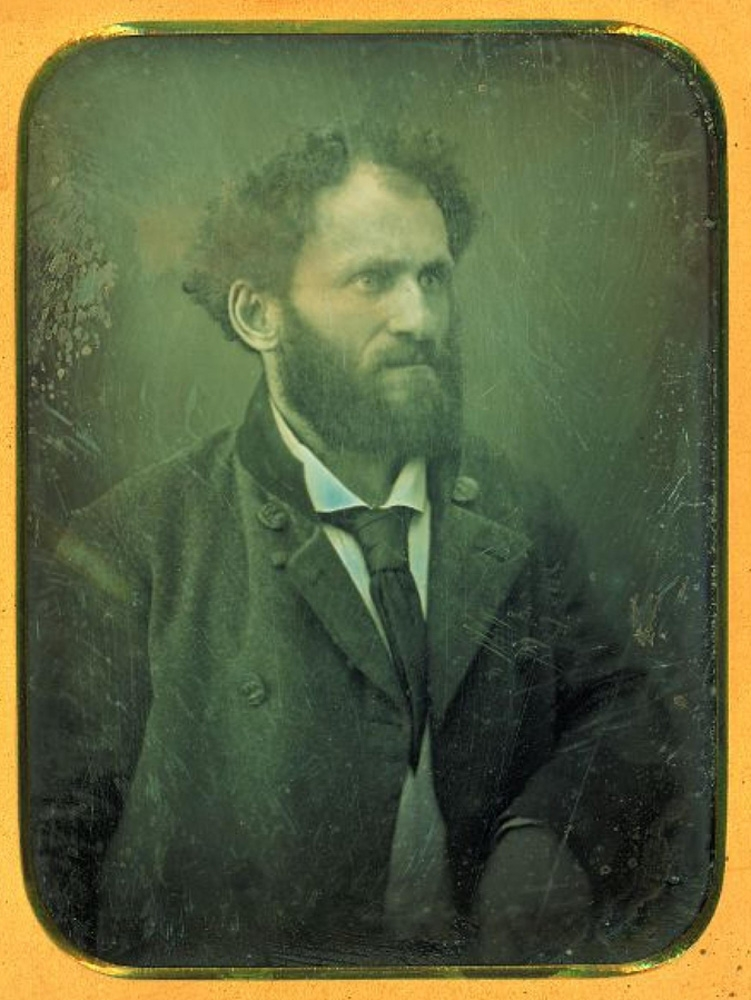
Friedrich Gerstäcker ca. 1850

Durante este período ele escreveu suas anotações num diário e, sustentando-se fazendo traduções, começou a publicar suas experiências: "Streif- und Jagdzüge durch die Vereinigten Staaten von Nordamerika" (escrito com base em seu diário), "Die Regulatoren in Arkansas" e "Die Flußpiraten des Mississippi" foram o início de sucesso da carreira como escritor.
Nos anos seguintes Gerstäcker viajou pela América do Sul, testemunhou a corrida do ouro na Califórnia, cruzou o Oceano Pacífico num baleeiro e conheceu a corrida do ouro na Austrália, voltando para a América do Sul, África, e novamente na América do Norte e Central.
Preparando para uma nova jornada para a Índia, China e Japão, sofreu um derrame cerebral fulminante, em 31 de maio de 1872.

## Obras
O grande aventureiro deixou uma obra com 44 volumes, que eram publicado por seu editor em Iena, H. Costenoble. Suas histórias e novelas inspiraram numerosos imitadores, como o escritor Karl May, que serviu-se de muitas de suas descrições em suas obras de grande sucesso. 
Foi em uma de suas novelas que Alan Jay Lerner e Frederick Loewe se inspiraram para criar o musical da Broadway Brigadoon.
Em Braunschweig a fundação Friedrich-Gerstäcker-Gesellschaft e.V., criada em 1978 preserva os trabalhos num museu sobre o escritor.

## Principais livros
Das quatro dezenas de livros que escreveu, destacam-se:
- Streif und Jagdzüge durch die Vereinigten Staaten von Nordamerika (Caçando e viajando através dos Estados Unidos), 1844
- Die Regulatoren in Arkansas, 1845
- Die Flußpiraten des Mississippi (Os Piratas do Rio Mississippi)